# 46-os busz (Szeged)
A szegedi 46-os jelzésű autóbusz az Újszeged, Gyermekkórház és a Gumigyár között közlekedett.

## Története
M46
Az M46-os járat a Gyermekkórház és a Gumigyár között közlekedett 1985-ben, munkásszállító járatként.
46-os
1996-ban az „M” betű elhagyásával a járat jelzése 46-os lett.[forrás?] A Gyermekkórház – Csanádi utca – Belvárosi híd – Széchenyi tér – Londoni krt. – Bakay Nándor u. – Vásárhelyi Pál u. – Kenyérgyári út – Textilgyári út – Kálvária sgt. – Fonógyári út – Dorozsmai út – Budapesti út – Gumigyár útvonalon közlekedett 1997-ben és 1999-ben. A 46-os járat 2004. július 2-án járt utoljára. A Gyermekkórház és a Vásárhelyi Pál utca közti szakaszon szerepét a 7-es troli vette át.
A Gyermekkórháztól 5.20-kor és 6.40-kor, a Gumigyártól 14.15-kor, 15.10-kor (ez a járat a hetek utolsó munkanapja kivételével munkanapokon közlekedett) és 15.35-kor (ez a járat a hetek utolsó munkanapja kivételével munkanapokon közlekedett) indultak a járatok.

## Útvonala
| Újszeged, Gyermekkórház ⇒ Gumigyár | Gumigyár ⇒ Újszeged, Gyermekkórház |
| --- | --- |
| Újszeged, Gyermekkórház – Csanádi utca – Vedres u. – Belvárosi híd – Széchenyi tér – Bartók tér – Londoni krt. – Bakay Nándor u. – Vásárhelyi Pál u. – Kenyérgyári út – Textilgyári út – Kálvária sgt. – Fonógyári út – Ikarus szegedi gyára – Dorozsmai út – Budapesti út – Gumigyár | Gumigyár – Budapesti út – Dorozsmai út – Ikarus szegedi gyára – Fonógyári út – Kálvária sgt. – Textilgyári út – Kenyérgyári út – Vásárhelyi Pál u. – Bakay Nándor u. – Londoni krt. – Attila u. – Széchenyi tér – Belvárosi híd – Vedres u. – Csanádi utca – Újszeged, Gyermekkórház |

## Megállóhelyei
Megállóhelyei 1999-ben:
| 0  | Újszeged, Gyermekkórház végállomás | 22 |
| 1  | Odessza ABC                        | 21 |
| 3  | Vedres utca                        | 20 |
| 5  | Széchenyi tér                      | 17 |
| 6  | Tisza Lajos körút                  | ∫  |
| ∫  | Bartók tér                         | 16 |
| 9  | Huszár utca                        | 14 |
| ∫  | Vásárhelyi Pál utca                | 13 |
| 11 | Tisza Volán Rt.                    | 12 |
| 12 | Kenyérgyári út                     | ∫  |
| 13 | Kenyérgyár                         | ∫  |
| 14 | Textilgyári út                     | 11 |
| 15 | Vadaspark                          | 10 |
| 16 | Budalakk                           | 8  |
| 17 | Belvárosi temető                   | 7  |
| 18 | Ikarus Szegedi Gyára               | 6  |
| 21 | Lemezgyár                          | 3  |
| 22 | Tejipari Rt.                       | 2  |
| 23 | Házgyár                            | 1  |
| 24 | Gumigyár végállomás                | 0  |